# Valletta Football Club 2019-2020
Questa voce raccoglie le informazioni riguardanti il Valletta Football Club nelle competizioni ufficiali della stagione 2019-2020.

## Divise e sponsor
| Casa | Trasferta |

Sponsor ufficiale: Iniala

Fornitore tecnico: Puma

## Rosa
| N. |                            | Ruolo | Calciatore       |
| -- | -------------------------- | ----- | ---------------- |
| 1  | Malta (bandiera)           | P     | Henry Bonello    |
| 2  | Malta (bandiera)           | D     | Jonathan Caruana |
| 5  | Malta (bandiera)           | D     | Ryan Camilleri   |
| 8  | Argentina (bandiera)       | A     | Santiago Malano  |
| 9  | Montenegro (bandiera)      | A     | Bojan Kaljević   |
| 10 | Italia (bandiera)          | A     | Matteo Piciollo  |
| 11 | Malta (bandiera)           | C     | Shaun Dimech     |
| 14 | Malta (bandiera)           | A     | Kyrian Nwoko     |
| 16 | Malta (bandiera)           | D     | Jean Borg        |
| 18 | Rep. Dominicana (bandiera) | C     | Enmy Peña        |
| 19 | Malta (bandiera)           | D     | Joseph Zerafa    |
| 22 | Malta (bandiera)           | D     | Nicolas Pulis    |
| 24 | Malta (bandiera)           | C     | Rowen Muscat     |

| N. |                      | Ruolo | Calciatore        |
| -- | -------------------- | ----- | ----------------- |
| 24 | Malta (bandiera)     | D     | Steve Borg        |
| 41 | Malta (bandiera)     | P     | Yenez Cini        |
| 89 | Italia (bandiera)    | A     | Mario Fontanella  |
| 91 | Brasile (bandiera)   | A     | Yuri              |
| 92 | Italia (bandiera)    | C     | Kevin Tulimieri   |
|    | Malta (bandiera)     | C     | Tristan Caruana   |
|    | Argentina (bandiera) | A     | Miguel Alba       |
|    | Colombia (bandiera)  | A     | Jhony Cano        |
|    | Malta (bandiera)     | C     | Kurt Borg         |
|    | Malta (bandiera)     | P     | Maverick Buhagiar |
|    | Malta (bandiera)     | C     | Jeremy Micallef   |
|    | Malta (bandiera)     | P     | Daniel Attard     |